# 莫雷利亚君主竞技俱乐部
莫雷利亚君主竞技俱乐部（Club Atlético Monarcas Morelia）是墨西哥的一个足球俱乐部，位于米却肯州莫雷利亚。该球队为电视广播公司TV Azteca所有。
该球队现参加墨西哥足球超級聯賽。